# فاسائیت
فاسائیت (به انگلیسی: Fassaite) با فرمول شیمیایی Ca(MgFeAl)[(SiAl)2 O6] از مجموعه کانی هاست و  کانی‌های مشابه آن دیوپسید است. از محل اکتشاف آن درّه Fassa در ایتالیا اخذ شده‌است.  محلول در HCl گرم - ذوب شده و گلوله کوچک مگنتیک می‌دهد بسیار متغیر برای اولین بار در ایتالیا کشف شد و از نظر شکل بلور: بلورهای کوتاه، رنگ: قهوه‌ای سبز - سبز - سیاه متمایل به سبز، شفافیت: غیرشفاف - نیمه شفاف، شکستگی: صدفی - نامنظم، جلا: شیشه ای، رخ: خوب - مطابق با، سیستم تبلور: مونوکلینیک و در رده‌بندی سیلیکات است  و منشأ تشکیل آن دگرگونی مجاورتی است.
همایند کانی‌شناسی (پارانژ) آن دیوپسید- وزوویانیت- گرونا- اسپینل است
، از نظر ژیزمان  دانه‌ای - آگرگات توده‌ای - آغشته تقریباََ کمیاب ; ایتالیا، آلمان، چک و اسلواکی، روسیه و.... یافت می‌شود.

## منبع
- پردیس کشاورزی ایران